# برج يالوش
برج يالوش هي إحدى القرى اللبنانية من قرى جبل عامل في محافظة الجنوب.